# Chen Qun
Chen Qun (? - 236) servit Cao Cao d’abord en tant qu’officier civil. C’est d’ailleurs à ce titre qu’il propose une attaque au sud contre Sun Quan afin de briser l’alliance entre ce dernier et Liu Bei. Son plan est accepté par Cao Cao, mais échoue puisque Ma Chao prend possession de Chang'an et que, conséquemment, Cao Cao abandonne l’idée d’attaquer le sud. 
En l’an 220, Chen Qun appuie la proposition de Sun Quan recommandant à Cao Cao d’accéder au trône et peu après, lorsque Cao Cao sent sa fin arriver, il est convoqué auprès de ce dernier afin de recevoir ses dernières instructions. Par la suite, il fait pression avec plusieurs autres sur l'Empereur Xian afin qu’il abdique en faveur de Cao Pi, puis rédige le manifeste d’abdication.
Chen Qun devient une personne très influente dans le gouvernement des Wei et c’est à titre de Ministre des Finances et Commandant Suprême qu’il reçoit, avec Cao Xiu, Cao Zhen et Sima Yi, l’instruction de veiller sur l’héritier du trône, Cao Rui, lorsque l’Empereur Cao Pi tombe gravement malade. 
Dès l’ascension de Cao Rui, Chen Qun devient Ministre des Travaux. Plus tard, il participe à l’expédition punitive contre la rébellion de Gongsun Yuan à titre de Capitaine. Enfin, il meurt en l’an 236. 
Parmi ses plus grands accomplissements, il standardisa le « Système de contrôle des neuf catégories » qui donna un rang aux familles et individus en fonction de leurs habilités aux services civils, rendant l’administration opérationnelle. 